# Włodzimierz Lubański
Włodzimierz Leonard Lubański, detto Włodek (Gliwice, 28 febbraio 1947), è un ex calciatore polacco, di ruolo attaccante. Secondo miglior marcatore di tutti i tempi con la nazionale polacca, nel novembre del 2003 fu scelto dalla federazione polacca come il giocatore più rappresentativo.
È uno dei due calciatori ad aver vinto per due volte la classifica marcatori della Coppa delle Coppe, assieme all'israeliano Alon Mizrahi nonché l'unico ad aver vinto la classifica per due anni consecutivi.

## Carriera

### Club
Per quanto riguarda i club, iniziò la sua carriera nelle giovanili del Sośnica Gliwice, passando poi per il GKS Gliwice. Si trasferì nel 1963 al Górnik Zabrze, dove divenne colonna della squadra, collezionando in dodici anni 234 partite con 155 gol, e vinse 7 campionati polacchi, 6 Coppe nazionali e quattro volte di fila il titolo di capocannoniere tra il 1966 e il 1969. Nel 1975 si trasferì nella squadra belga del KSC Lokeren, dove giocò per sette anni, facendo coppia per un paio di stagioni con Grzegorz Lato. Con il Lokeren arrivò fino ad un secondo posto in campionato e ad una finale di Coppa del Belgio persi nello stesso anno, il 1981, a favore rispettivamente dello Standard Liegi e dell'Anderlecht.
Giocò poi nel Valenciennes FC, nella seconda divisione francese dove, all'età di 36 anni, fu capocannoniere con 27 gol in 31 partite. Rimase al Valeciennes ancora un anno per poi finire la carriera in club minori tra i francesi dello Stade Quimpérois ed i belgi dell'Racing Mechelen, ritirandosi definitivamente all'età di 38 anni.
È uno dei due calciatori (l'altro è l'israeliano Alon Mizrahi) ad aver vinto per due volte la classifica marcatori della Coppa delle Coppe (edizioni 1969-1970 e 1970-1971)

### Nazionale
Con la maglia della sua Nazionale giocò 75 partite segnando 48 reti. Nell'arco della sua carriera internazionale, che andò dal 1963 al 1980, segnò cinque triplette ed un pokerissimo contro il Lussemburgo nel 1969. Fece il suo esordio all'età di 16 anni e 188 giorni, diventando il più giovane calciatore della storia della Polonia.
Guidò la sua squadra alla medaglia d'oro al torneo di Calcio ai Giochi della XX Olimpiade del 1972, segnando due reti. Due anni dopo saltò il mondiale del 1974 per via di una frattura ad una gamba, causata da un intervento falloso di Alan Ball durante Polonia-Inghilterra 2-0 giocata nel giugno 1973. Nel mondiale successivo non confermò le aspettative sempre a causa del precedente infortunio, non riuscendo a tornare sui suoi livelli, giocando comunque cinque partite senza segnare alcun gol.

### Dopo il ritiro
Dopo il ritiro è diventato il preparatore degli attaccanti del suo vecchio club, il KSC Lokeren.

## Palmarès

### Club
- Campionato polacco di calcio: 7

Górnik Zabrze: 1962-1963, 1963-1964, 1964-1965, 1965-1966, 1966-1967, 1970-1971, 1971-1972
- Coppa di Polonia: 6

Górnik Zabrze: 1965, 1968, 1969, 1970, 1971, 1972

### Nazionale
- Oro olimpico: 1

Monaco di Baviera 1972

### Individuale
- Capocannoniere del campionato polacco: 4

1965-1966 (23 gol), 1966-1967 (18 gol), 1967-1968 (24 gol), 1968-1969 (22 gol)
- Capocannoniere della Coppa delle Coppe: 2 (record condiviso con Alon Mizrahi)

1969-1970 (7 gol), 1970-1971 (8 gol)
- Capocannoniere della Ligue 2: 1

1982-1983 (28 gol)